# Щербаковская улица (Москва)
Щербако́вская у́лица — улица в районе Соколиная Гора Восточного административного округа города Москвы. Проходит от Семёновской площади до Окружного проезда. Нумерация домов ведётся от Семёновской площади. Пересекается с Вельяминовской улицей и улицей Ибрагимова. С нечётной стороны примыкают 2-я Хапиловская улица, Мироновская улица и Фортунатовская улица.

## История
Улица получила название Михайловская в 1897 году, при планировке Благуши, названа по имени царя Михаила Фёдоровича (по другим сведениям, в честь великого князя Михаила Александровича). 7 июня 1922 года переименована в честь
П. П. Щербакова — члена президиума профсоюза текстильщиков, некоторое время здесь проживавшего.
Согласно принятому в 1935 году Генеральному плану реконструкции Москвы Щербаковская улица должна была играть важную роль подъезда к Стадиону имени Сталина, строительство которого начали в 1933 году. Под руководством архитектора Н. Я. Колли Щербаковскую улицу спрямили и разработали план её застройки новыми парадными домами. Однако строительство стадиона вскоре прекратили и до начала 1960-х годов улица сохраняла хаотичную деревянную застройку.

## Примечательные здания и сооружения
По нечётной стороне:
- № 3 — ФГУП «Госгорхимпроект».
- № 5а — управа района Соколиная Гора.

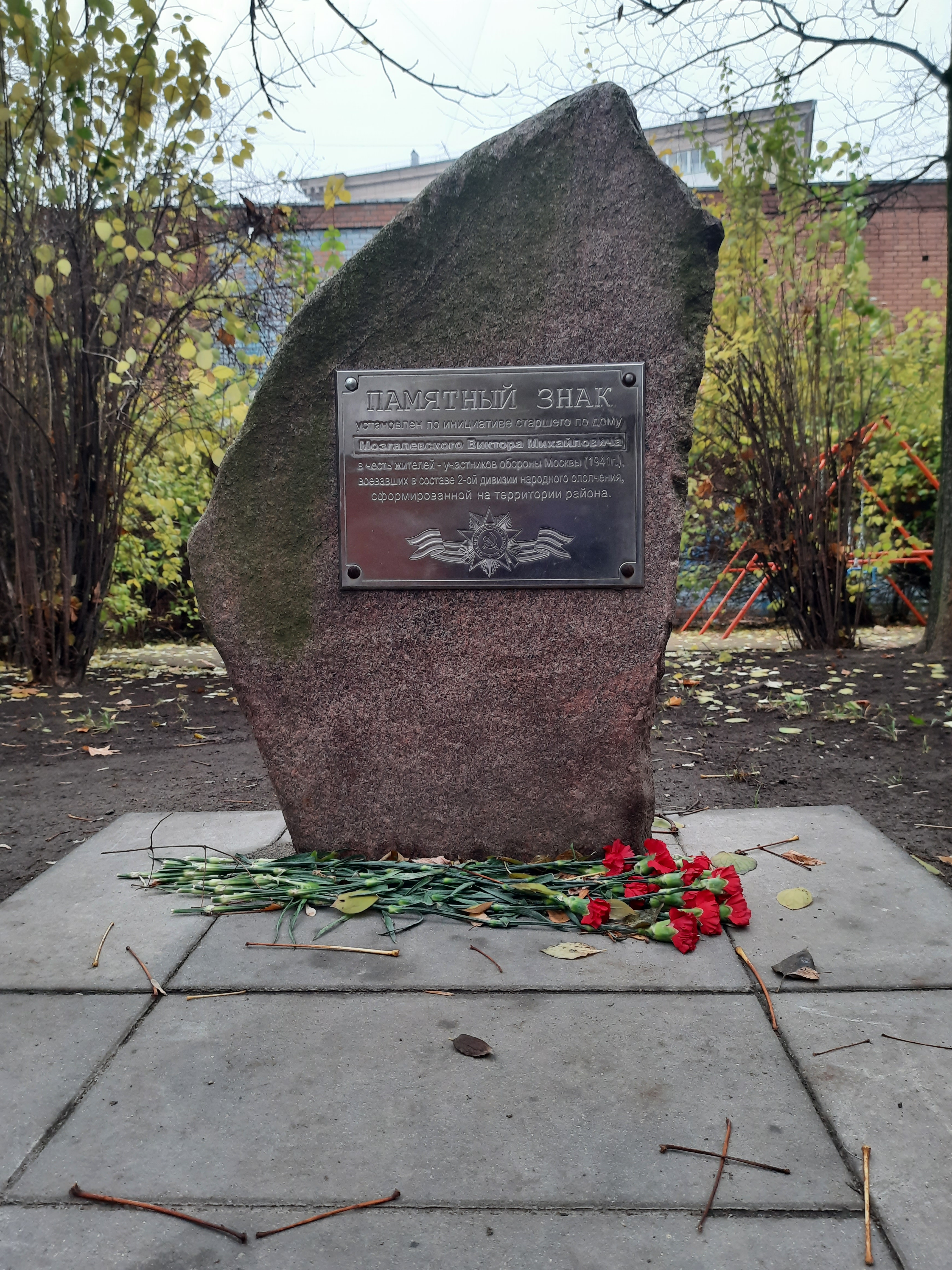
Памятный знак в честь жителей — участников обороны Москвы 1941 г.

- № 5, 7, 9, 11 — шестнадцатиэтажные односекционные жилые дома, построенные в 1962—1975 годах по проекту, разработанному «Моспроектом-1» под руководством Б. М. Иофана (соавторами Иофана были архитекторы Д. Алексеев, Н. Челышев, А. Смехов, инженеры С. Кошёлкин, Л. Шойхет, Л. Шустров, М. Рейтман). Дома обращены торцами к Щербаковской улице и объединены проходящими на уровне первого этажа помещениями магазинов. Строительство было начато в рамках программы Н. С. Хрущёва по переселению советских граждан в отдельные квартиры. Были спроектированы квартиры для одиночек (однокомнатные площадью 11 м2), семей из двух-трёх человек (однокомнатные с жилой площадью 23,5 м2 и двухкомнатные с жилой площадью 45,2 м2), больших семей (трёхкомнатные с жилой площадью 32,3—36,1 м2 и 45 м2). Так как дома были запроектированы стоящими в 47 м друг от друга, что нарушало требования по инсоляции того времени, в ходе проектирования была проведена проверка макета на искусственном солнце в Институте строительной физики; проверка показала, что выбранное проектировщиками расстояние допустимо. Другой особенностью проекта были большие для новых жилых домов 1960-х годов кухни (например, в трёхкомнатных квартирах площадь кухни составила 14,1 м2) — это обусловлено тем, что кухни рассматривались как «кухни-столовые», при наличии которых, как предполагали авторы, «спальные комнаты будут использованы только по своему прямому назначению». Строительство домов растянулось на 13 лет, Памятный знак в честь жителей — участников обороны Москвы 1941 г. внутренняя отделка была завершена лишь к середине 1970-х годов.
- № 57а — ныне апарт-отель «Измайловский парк» (бывший дом хозяйственных органов Следственного комитета при прокуратуре Российской Федерации).

По чётной стороне:
- № 22 — дошкольное отделение школы № 1362
- № 16 — 12-этажный жилой дом (1960; архитекторы В. В. Калинин, В. П. Сергеев при участии Г. Л. Юденицкого)[5]
- № 26 — 12-этажный жилой дом Министерства судостроительной промышленности (1959; архитекторы В. В. Калинин, В. П. Сергеев при участии Г. Л. Юденицкого)[5]
- № 32/7 — жилой дом. Здесь жил советский спортивный журналист К. С. Есенин[6].
- владение 32/7 — многоуровневый паркинг у дома № 26.
- № 36 — школа № 1362 (бывшая 1947).
- № 40 — жилой дом, сталинка. Здесь жил советский учёный в области электромеханики Н. Н. Шереметьевский[7].
- № 44А — 12-этажный жилой дом Министерства сельскохозяйственного машиностроения (первая половина 1950-х; архитекторы В. В. Калинин, К. Г. Стериони и инженер Л. Б. Шойхет)[5][8]
- № 54 — жилой дом (архитекторы Н. Колли, Д. Алексеев, К. Стериони); библиотека № 84, приёмная комиссия Национального Института имени Екатерины Великой.
- № 58А — жилой дом, сталинка (дошкольное отделение школы № 1362 ( ранее №1947).

## Достопримечательности
В дворе дома № 48 установлен памятный знак в честь жителей — участников обороны Москвы 1941 года, воевавших в составе 2-й дивизии народного ополчения, сформированной на территории района.

## Транспорт
- В начале улицы — станция метро  Семёновская.
- В 1925 году по улице проложена трамвайная линия (первоначально от Семёновской площади до Измайловского зверинца)[9]. В настоящее время линия используется маршрутами 11, 12, 32.